# Zápas o titul mistryně světa v šachu 1962
Šestý zápas o titul mistryně světa v šachu byl první z pěti klání, ve kterých zvítězila Nona Gaprindašviliová. Zápas se uskutečnil od 18. září do 17. října roku 1962 v Moskvě v Sovětském svazu. Mistryně světa Jelizaveta Bykovová se střetla s vyzyvatelkou Nonou Gaprindašviliovou. Hlavním rozhodčím byla Nina Hrušková-Bělská z Československa, sekundantem Bykovové Jefim Jefimovič Kogan a sekundantem Gaprindašviliové Michail Vasiljevič Šišov. Po sedmi partiích vedla Gaprindašviliová 6:1 a celkově dosáhla vítězství 9:2 bez jediné porážky. Mistryní světa se tak stala ve 21 letech stejně jako Věra Menčíková.

## Tabulka
| č. | Šachistka             | Země          | 1 | 2 | 3 | 4 | 5 | 6 | 7 | 8 | 9 | 10 | 11 |  | + | − | = | Body |
| -- | --------------------- | ------------- | - | - | - | - | - | - | - | - | - | -- | -- |  | - | - | - | ---- |
| 1  | Jelizaveta Bykovová   | Sovětský svaz | ½ | 0 | 0 | 0 | ½ | 0 | 0 | ½ | ½ | 0  | 0  |  | 0 | 7 | 4 | 2    |
| 2  | Nona Gaprindašviliová | Sovětský svaz | ½ | 1 | 1 | 1 | ½ | 1 | 1 | ½ | ½ | 1  | 1  |  | 7 | 0 | 4 | 9    |